# Four-on-the-floor
Pour les articles homonymes, voir Four on the Floor.

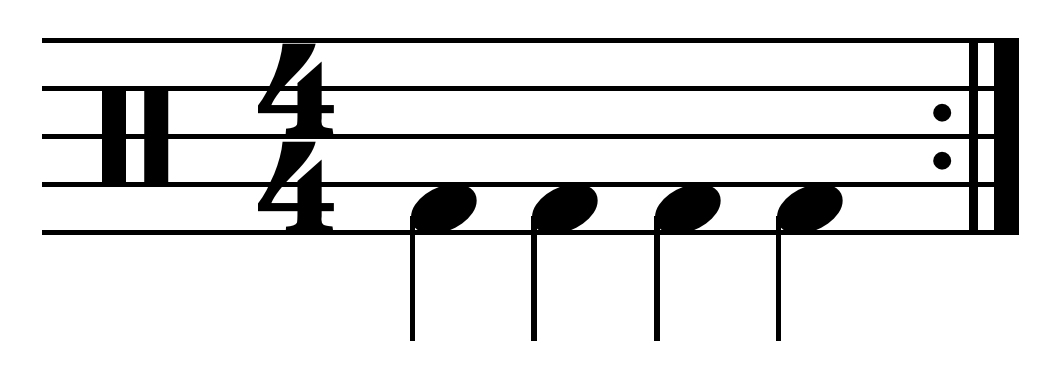
Signature temps four-on-the-floor.

Le four-on-the-floor (ou four-to-the-floor) (français : mesure à quatre temps) est un rythme utilisé principalement dans les musiques dansantes telles que le disco et l'EDM. Il s'agit d'un rythme régulier et uniformément accentué en signature temps 4/4 dans lequel la grosse caisse (kick pour l'EDM) est frappée à chaque temps (1, 2, 3, 4).

## Description
Ce rythme est popularisé par le disco des années 1970 et l'expression four-on-the-floor est largement utilisée à cette époque, car le rythme était joué avec la grosse caisse actionnée par une pédale,. Le four-on-the-floor était courant dans la batterie de jazz jusqu'à ce que les styles bebop élargissent les rôles rythmiques au-delà des bases dans les années 1940. Les groupes de garage rock des années 1960, tels que les Troggs et les Seeds, utilisent le four on the floor dans certains de leurs succès.
Earl Young est considéré comme l'inventeur de la batterie rock du disco (cf. The Love I Lost de Harold Melvin and the Blue Notes, sorti en 1973), car le premier à faire usage intensif et distinctif de la cymbale charleston pendant toute la durée d'un enregistrement RnB. De nombreux styles de musique électronique utilisent ce rythme comme un élément important de la structure rythmique. Parfois, le terme est utilisé pour désigner un modèle de batterie uniforme 4/4 pour n'importe quelle percussion.
Une forme de four-on-the-floor est également utilisée dans le jazz. Au lieu de frapper la grosse caisse de manière prononcée et donc facilement audible, elle est généralement frappée très légèrement (on parle de feathering, littéralement effleurement en français) de manière que le son de la caisse soit ressenti plutôt qu'entendu par l'auditeur. Elle est généralement combinée à une cymbale ride et à un charleston en syncope. Lorsqu'un instrument à cordes donne le rythme (guitare rythmique, banjo), les quatre temps de la mesure sont joués par des coups identiques.
Dans le reggae, la grosse caisse frappe généralement sur le troisième temps, mais il arrive que les batteurs en jouent du four-to-the-floor. Sly Dunbar de Sly and Robbie était l'un des batteurs de reggae qui jouait principalement dans ce style. Carlton Barrett de Bob Marley and the Wailers a également joué à du four-to-the-floor sur plusieurs succès des Wailers comme Is this Love et Exodus. Dans le reggae, le four-on-the-floor est généralement accompagné d'une ligne de basse puissante et d'un son grave.